# Centaurea vlachorum
Centaurea vlachorum — вид квіткових рослин родини айстрових (Asteraceae). Ареал: Албанія, пн. Греція.

## Середовище
Населяє кам'янисті схили, лісові галявини, субальпійські луки